# Pseudalaca multipunctata
Pseudalaca multipunctata är en insektsart som beskrevs av Henry Fairfield Osborn 1923. Pseudalaca multipunctata ingår i släktet Pseudalaca och familjen dvärgstritar. Inga underarter finns listade i Catalogue of Life.